# Ashton Baumann
Ashton Baumann, född 5 januari 1993, är en kanadensisk simmare. Hans far, Alex Baumann, är också en före detta olympisk simmare.
Baumann tävlade för Kanada vid olympiska sommarspelen 2016 i Rio de Janeiro, där han blev utslagen i försöksheatet på 200 meter bröstsim.